# USS Peoria (PF-67)
La USS Peoria (PF-67) fue una fragata de patrulla de la clase Tacoma de la US Navy que pasó a la marina de guerra de Cuba como Antonio Maceo (F-302).

## Construcción e historia de servicio
Construida por el Leathem D. Smith Shipbuilding Co. (de Sturgeon Bay, Wisconsin), fue botada en 1943 y asignada en 1944. Fue vendida a Cuba en 1947 cambiando su nombre a Antonio Maceo, en honor al general de la guerra de la Independencia. Fue retirada y posteriormente en 1975 hundida como objetivo.